# Willa's Wild Life
Willa e os Animais (em inglês Willa's Wild Life) é uma série animada de televisão estadunidense-canadense-francês criada por Dan Yaccarino. A série gira em torno de Willa, uma menina de nove anos que vive com seu pai e inúmeros animais de estimação exóticos, incluindo três pinguins, dois elefantes, um jacaré, um camelo, uma girafa, uma morsa e um urso. Willa é adorável e tenta sempre agradar aos outros, mas acaba se metendo em grandes confusões de vez em quando. Felizmente ela sempre pode contar com a ajuda de seus amigos animais. Estes possuem cada um uma personalidade distinta. Os bichos falam, mas apenas uns com os outros e com Willa, nunca com os demais personagens. A série se estreou de aires a as 6:00 p.m. ET/PT tempo em 4 de outubro de 2008 em Qubo nos Estados Unidos.
Esse programa foi baseado no livro de Dan Yaccarino An Octopus Followed Me Home.

## Dubladores
- Jussara Marques: Willa
- Silvio Giraldi: Pai da Willa
- Bruno Marçal: Duda
- Luciana Baroli: Matilda
- Gabriela Milani: Sarah
- Marisol Ribeiro: Kara
- Fernanda Bullara: Lara
- Rosa Maria Baroli: Srta. Dalila Vanderwinkle
- Mauro Castro: Juca (Jacaré)
- Orlando Viggiani: Inky e Bob (Pinguins)
- Celso Alves: Blinky (Pinguim)
- Cleber Martins: Nico (Foca)
- Rita Almeida: Hebe (Foca)
- Cecília Lemes: Tiny (Elefante)
- Ricardo Pettine: Lou (Elefante)
- César Marchetti: Samuca (Camelo)
- Sílvia Suzy: Koko (Canguru)
- Ivo Roberto: Hugo (Urso)
- Sidney Lilla: Mathias (Morsa)
- Denise Reis: Gina (Girafa)